# Royal Exchange (Londen)

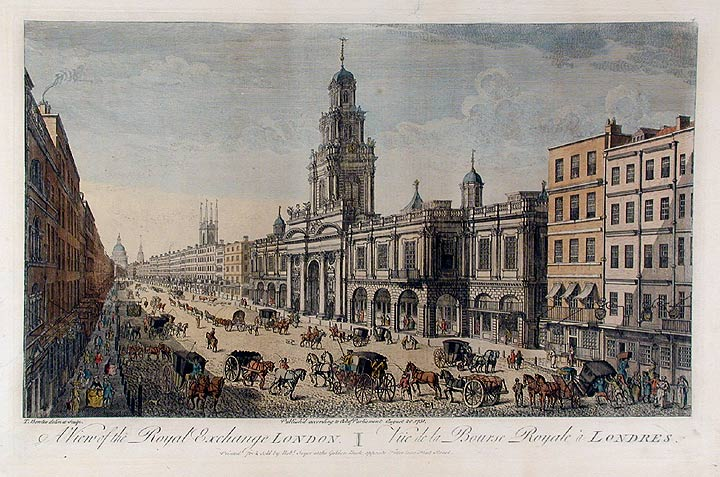
De tweede Royal Exchange in 1751.

De Royal Exchange in de City of London was opgericht in 1565 door Thomas Gresham als een commercieel centrum voor de stad. Grote inspiratiebron voor Gresham was de handelsbeurs in Antwerpen.
De  Royal Exchange is officieel geopend door koningin Elizabeth I, op 23 januari 1571. Het originele gebouw van Gresham is vernietigd tijdens de Grote brand van Londen in 1666. Op dezelfde plek herrees een nieuwe beurs, ontworpen door Edward Jerman. Dit gebouw werd geopend in 1669, en ging verloren tijdens een brand in 1838.
Het derde gebouw werd ontworpen door William Tite en leek op het originele ontwerp. Dit gebouw werd geopend door koningin Victoria in 1844.
Tegenwoordig dient het gebouw als een luxe winkelcentrum, met winkels als Hermès, Molton Brown, Paul Smith, Haines & Bonner, Tiffany en Jo Malone.